# Гетманиці
Гетманиці (пол. Hetmanice) — село в Польщі, у гміні Всхова Всховського повіту Любуського воєводства.
Населення — 229 осіб (2011).
У 1975-1998 роках село належало до Лешненського воєводства.

## Демографія
Демографічна структура станом на 31 березня 2011 року:
|          | Загалом | Допрацездатний вік | Працездатний вік | Постпрацездатний вік |
| -------- | ------- | ------------------ | ---------------- | -------------------- |
| Чоловіки | 128     | 27                 | 92               | 9                    |
| Жінки    | 101     | 14                 | 64               | 23                   |
| Разом    | 229     | 41                 | 156              | 32                   |